# Guna Yala

Comarcans läge i Panama.

Comarca Guna Yala (Comarca de Guna Yala) är ett av Panamas 5 comarcas (område med begränsad autonomi).

## Geografi
Guna Yala har en yta på cirka 2 341 km² med cirka 31 500 invånare. Befolkningstätheten är 14 invånare/km².
Huvudorten är El Porvenir med cirka 900 invånare.

## Förvaltning
Comarcan förvaltas av en Gobernador (guvernör), ISO 3166-2-koden är "PA-KY", befolkningen utgörs huvudsakligen av ursprungsfolket Guna-indianerna.
Guna Yala är underdelad i 1 distrito (distrikt) och 4 corregimientos (division):
- El Porvenir, yta 2 340 km², cirka 32 400 invånare, med corregimientos:

Narganá, Ailigandí, Puerto Obaldía, Tubualá
Comarcan inrättades 1938 under namnet "San Blas" efter delning av provinserna Colón och Panamam vilket var namnet fram till 1998 då namnet ändrades till Kuna Yala vilket var det officiella namnet fram till 2010 då comarcans kongress beslutade att ändra alfabetet vilket innebar att bokstaven K ersattes av G och namnet ändrades således till Guna Yala.